# Station Tonosho
Station Tonoshō (富野荘駅, Tonoshō-eki) is een spoorwegstation in de Japanse stad Jōyō. Het wordt aangedaan door de Kioto-lijn. Het station heeft twee sporen, gelegen aan een twee zijperrons.

## Treindienst

### Kintetsu
| 1 | ■ Kioto-lijn | richting Shin-Tanabe en Yamato-Saidaiji |
| 2 | ■ Kioto-lijn | richting Takeda en Kioto                |

## Geschiedenis
Het station werd in 1928 geopend.

## Stationsomgeving
- Gokuraku-tempel
- Amida-tempel
- FamilyMart
- Kizu-rivier

Kyoto · Tōji · Jūjō · Kamitobaguchi · Takeda · Fushimi · Kintetsu Tambabashi · Momoyama-Goryō-mae · Mukaijima · Ogura · Iseda · Ōkubo · Kutsukawa · Terada · Tonoshō · Shin-Tanabe · Kōdo · Miyamaki · Kintetsu Miyazu · Komada · Shin-Hōsono · Kizugawadai · Yamadagawa · Takanohara · Heijō · Yamato-Saidaiji (>> Nara-lijn · Kashihara-lijn)